# Augusto Cortelloni
Augusto Cortelloni (Montecreto, 20 luglio 1947) è un politico italiano.

## Biografia
Avvocato, di estrazione Cattolica, iniziò a militare in politica nella Democrazia Cristiana. Poi nel 1995 viene eletto consigliere comunale a Modena per il Polo delle Libertà.
Alle elezioni politiche del 1996 venne eletto con il Polo per le Libertà al Senato della Repubblica nel collegio di Sassuolo, iscrivendosi al gruppo parlamentare di Forza Italia. Nel 1997 aderì a Rinnovamento Italiano e poi nell'autunno del 1998 al UDR, che nella primavera 1999 portò alla nascita dell'UDEUR di Clemente Mastella. Concluse il mandato parlamentare nel 2001.
A livello professionale, alla fine degli anni 1990 svolse l'incarico di avvocato di fiducia dei cosiddetti Diavoli della Bassa modenese, una presunta setta di pedofili satanisti di Massa Finalese e Mirandola.

## Opere
- Pedofilia & satanismo: risorge l'Inquisizione. Quel pasticciaccio della Bassa modenese (PDF).